# Avery (Californie)
Pour les articles homonymes, voir Avery.
Avery est une census-designated place du comté de Calaveras, dans l'État de Californie, aux États-Unis,. En 2020, elle compte une population de 636 habitants.